# Mircea Eliade

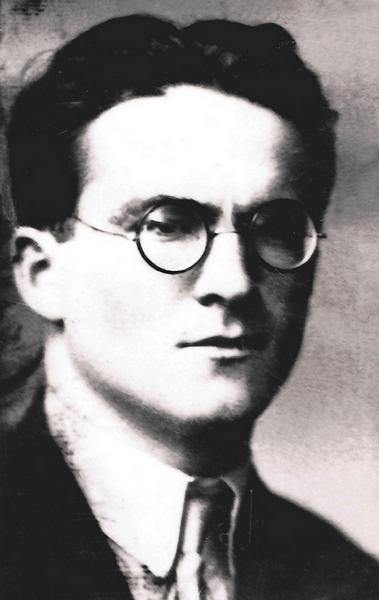
Mircea Eliade, 1933.

Mircea Eliade [ˈmirtʃa eliˈade] (* 24. Februarjul. / 9. März 1907greg. in Bukarest; † 22. April 1986 in Chicago) war ein rumänischer Religionswissenschaftler beziehungsweise Religionsphilosoph und Schriftsteller.

## Leben

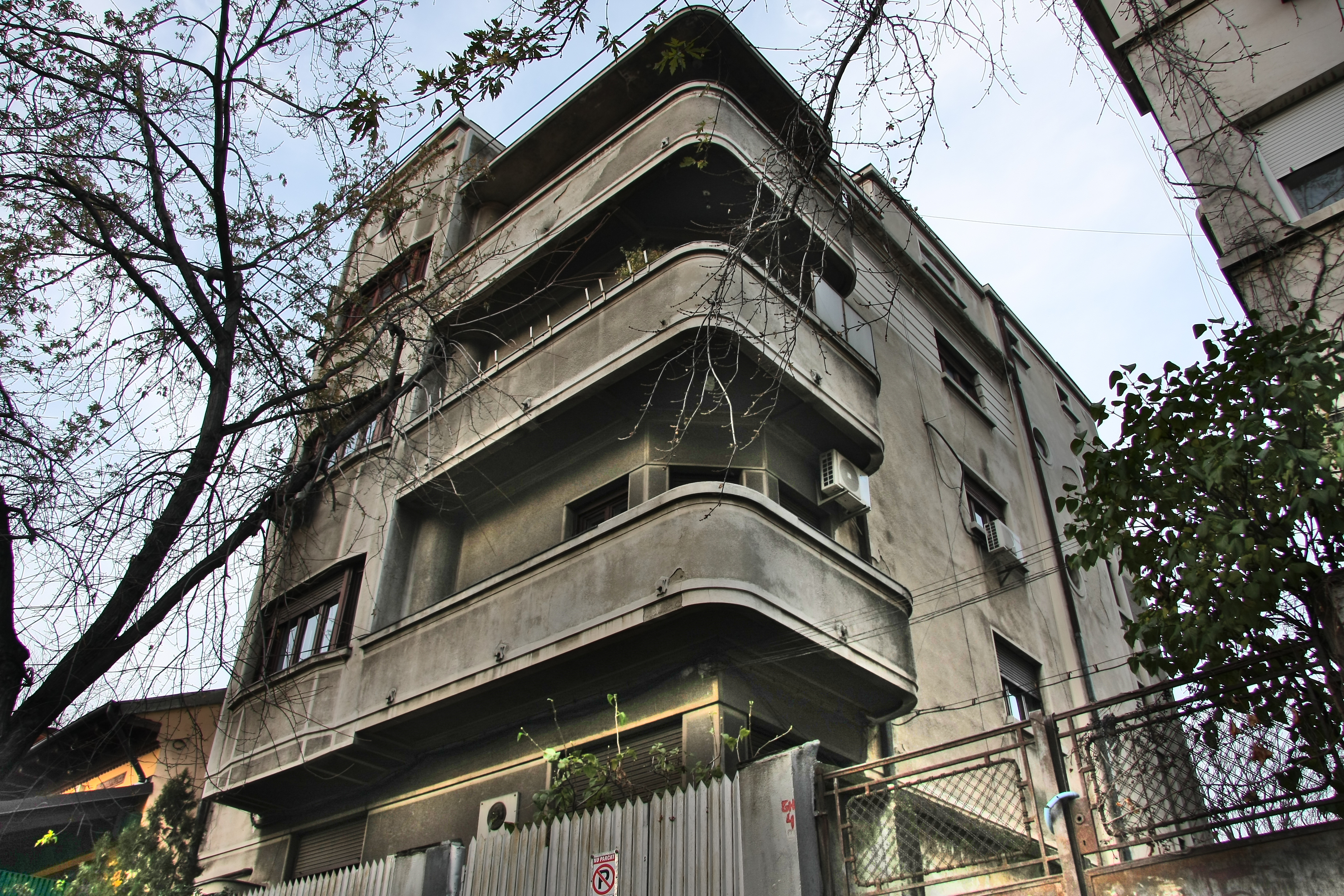
Eliades Wohnung in Bukarest (1934–1940)

Mircea Eliade wurde 1907 als Sohn des Offiziers der rumänischen Landstreitkräfte (Forțele Terestre Române) Gheorghe Eliade (dessen ursprünglicher Nachname Ieremia war) und seiner Ehefrau Jeana, geborene Vasilescu (1884–1974), in Bukarest geboren. Sein Vater Gheorghe Eliade (1868–1951) war ein gläubiger orthodoxer Christ, der die Geburt seines Sohnes vier Tage vor dem tatsächlichen Datum registrieren ließ, passend zum liturgischen Kalenderfest der Vierzig Märtyrer von Sebaste. Mircea Eliade hatte eine Schwester, Corina, die Mutter des späteren Semiologen Sorin Alexandrescu. Mircea Eliade hatte noch einen älteren Bruder Nicu (* 1906) und eine jüngere Schwester Corina Eliade (* 1913). Seine Familie verlegte ihren Lebensmittelpunkt von Tecuci nach Bukarest und ließ sich schließlich im Jahr 1914 in der Hauptstadt nieder, wo sie ein Haus in der Melodiei-Straße in der Nähe von Piața Rosetti erwarb. Hier lebte Mircea Eliade bis in seine späte Jugendzeit.
Ab dem Jahr 1925 studierte er Philosophie an der dortigen Universität unter Nae Ionescu bis zum Abschluss im Jahr 1928. Er reiste mit 21 Jahren nach Indien, studierte dort von 1928 bis 1931 an der University of Calcutta indische Philosophie und schrieb infolgedessen eine Arbeit über den Yoga, die er nach seiner Rückkehr in Bukarest als Dissertation vorlegte.
Von 1934 bis 1938 arbeitete Eliade an der Universität Bukarest als Assistent Ionescus. Ab 1937 sympathisierte er nach einer bis dahin eher nur nationalistischen Phase mit der antisemitischen und faschistischen Eisernen Garde (Legionärsbewegung, „Legion des Erzengels Michael“, rumänisch Legiunea Arhanghelului Mihail) in Rumänien. Hier wurde er – genauso wie bei vielen Grundzügen seiner Arbeiten – durch seinen Doktorvater Nae Ionescu beeinflusst.
Am 10. Dezember 1933 hatte der liberale Premierminister Ion Duca die Organisation der Eisernen Garden auflösen lassen. Es folgten etliche Verhaftungen. Ende Dezember wurde Ion Duca von Legionären der Eisernen Garde in Sinaia ermordet. Im Jahr 1937 unterstützte Mircea die Garde aktiv im Wahlkampf für die Parlamentswahlen. Die Klärung seiner antisemitischen Position bleibt fragil, denn obgleich er viele jüdische Freunde hatte, zum Beispiel Mihail Sebastian, unterstützte er die rechte und auch antisemitische rumänische Regierung. Am 10. Februar 1938 entließ der rumänische König Carol II. die Regierung und ersetzte sie durch eine Königsdiktatur, um eine Regierungsbildung mit Ministern aus der Eisernen Garde zu verhindern. In deren Folge wurde auch Mircea Eliade verhaftet und verbrachte einige Zeit im Gefängnis.
Ab 1940 arbeitete er als Propagandabeauftragter an der rumänischen Botschaft in London und von 1941 bis 1945 in Lissabon für die faschistische Regierung in Bukarest.
Ab 1945 lebte und lehrte er in Paris und schrieb hier seine bedeutendsten religionswissenschaftlichen Werke. Ab August 1950, eingeladen von Olga Fröbe-Kapteyn, nahm er erstmalig an einer der Eranos-Tagungen in Ascona am Lago Maggiore teil, wo er C. G. Jung kennenlernte. An den Eranos-Tagungen nahm er bis 1963 aktiv teil.
Ab 1957 war er Professor für Religionswissenschaften an der University of Chicago. Nach 1945 veröffentlichte er vereinzelt Beiträge in Zeitschriften der Legionärsbewegung. Später näherte er sich der Neuen Rechten in Frankreich, und bis zu seinem Tode hielt er Kontakt zu legionären Freunden. Gemeinsam mit Ernst Jünger gab er die Zeitschrift Antaios. Zeitschrift für eine freie Welt heraus, die von 1959 bis 1971 alle zwei Monate im Klett-Verlag erschien. 1966 wurde Eliade in die American Academy of Arts and Sciences und 1970 in die British Academy gewählt. Postum wurde er zum Mitglied der Rumänischen Akademie ernannt.
Sein literarisches Werk umfasst Romane (Das Mädchen Maitreyi), fantastische Erzählungen (Nächte in Serampore, Das Geheimnis des Doktor Honigberger) und Reisebeschreibungen (Indisches Tagebuch). Er schrieb auch für die avantgardistische Literaturzeitschrift Contimporanul.

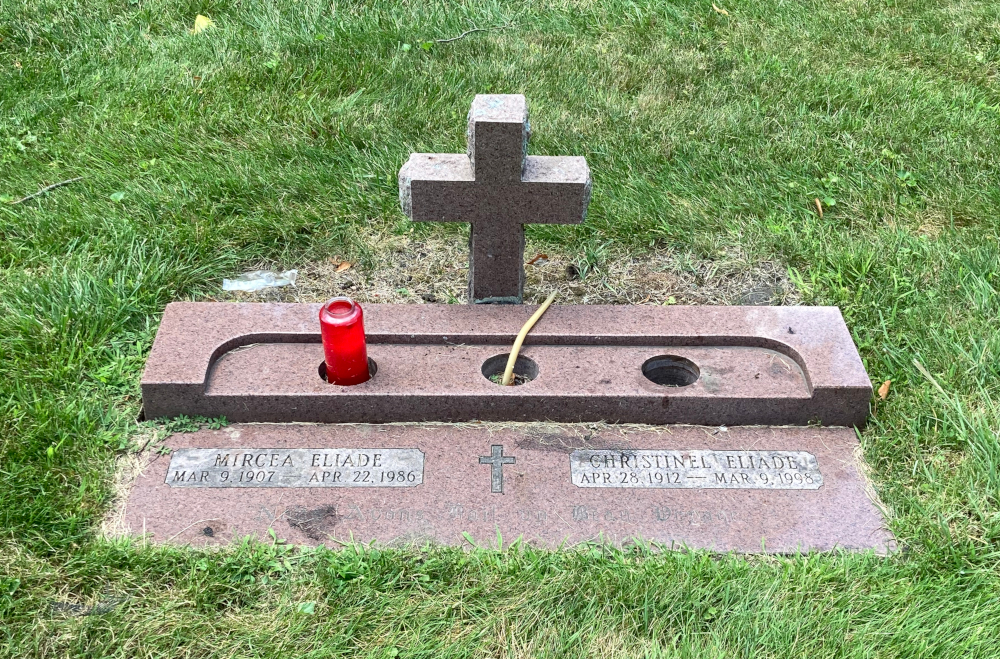
Grabstätte von Mircea Eliade auf dem Oak Woods Cemetery, Chicago

Seit 1958 in Chicago veröffentlichte er seine wissenschaftlichen Arbeiten in Englisch, seine Erinnerungen und Essays in Französisch und seine Belletristik in Rumänisch.

## Wissenschaftliche Arbeit
Eliade gehörte zu den bedeutendsten Religionsphänomenologen der Gegenwart, obwohl sein Werk von vielen Seiten immer wieder kritisiert wurde und wird. Reinhold Schwenzer schrieb 2016 in der Zeitschrift für junge Religionswissenschaft, dass viele Theorien Eliades – etwa dass Hierophanien die Grundlage der Religion bilden und die menschliche Realitätserfahrung in sakrale und profane Raum und Zeit spalten – nicht als religionswissenschaftliche, sondern als religionsphilosophische Arbeiten betrachtet werden müssten. Dies würde den meisten Kritikpunkten den Boden entziehen.
Einer seiner wichtigsten Beiträge zur Religionsphilosophie war seine Theorie der ewigen Wiederkehr. Diese besagt, dass Mythen und Rituale nicht einfach an Hierophanien erinnern, sondern, zumindest in den Köpfen der Religiösen, tatsächlich daran teilhaben. Eliade suchte die tiefere Bedeutung religiöser Phänomene zu begreifen. Hierbei vertrat er die Ansicht, dies sei nur durch ein Verstehen von innen heraus möglich: durch ein Erfassen des Glaubens auf der Gefühlsebene. Er führte damit eine im Wesentlichen von Rudolf Otto gegründete und von Gustav Mensching weiter differenzierte Richtung der Religionswissenschaft philosophisch fort, in der das Vergleichen und Verstehen religiöser Erfahrung in den Vordergrund gerückt wurde. Eliade erachtete zwar auch den systematischen Aspekt der Religionswissenschaft als durchaus wichtig, brachte aber auch eine Kritik an, indem er behauptete, der systematische Aspekt erfasse nicht die Vielfalt des Gegenstands. Zugunsten dieser phänomenologischen Forschung verzichtete er meistens darauf, historische Kontexte genauer zu betrachten. Es ging ihm um die übergeschichtliche Bedeutung und die Universalität religiöser Phänomene, deren Archetypen (im Sinne von beispielhaften Vorbildern) er darstellen wollte. In seinen Betrachtungen ging Eliade stets von der nachweisbaren Wirklichkeit der religiösen Phänomene aus. Ob er tatsächlich an sie glaubte, lässt er weitgehend offen.

### Bedeutung für die Schamanismusforschung
Mircea Eliade war kein Feldforscher, er bezog seine Daten aus verschriftlichten Primär- und Sekundärquellen. Eliade studierte eine Vielzahl ihm zur Verfügung stehenden Schriften und Veröffentlichungen zum Schamanismus, um die für ihn entscheidenden, gemäß seiner Ausgangshypothese, zuordenbaren Aspekte zusammenzubringen. Dabei bediente er sich eines interpretierenden, hermeneutisch orientierten Blickwinkels. Eliades Bestreben war es, das Heilige, Transzendente in den menschlichen Kulturen zu ergründen.
Eliade gilt als der Pionier und Begründer des ersten „spirituellen Schamanismus-Konzeptes“. Er konzipierte den Schamanismus als das weltweit verbreitete Ur-Phänomen der menschlichen Religiosität und Transzendenzbedürftigkeit und erhob die (passive) ekstatische Trance mit dem „Seelenflug in die Geisterwelt“ zum zentralen Merkmal aller schamanischer Phänomene.
Die Ausgangshypothese seiner Betrachtungen zum Schamanismus war, dass das Transzendente und Sakrale sich fundamental im Menschen manifestieren würden. Dabei sei im Gattungswesen Mensch die Ursache für den Prozess des Transzendierens der Wirklichkeit stets die gleiche, lediglich die Ausformungen, welche der Prozess im spirituell-religiösen Kontext annehme, sei verschieden. Mircea Eliade sah im „Schamanismus“ universale und letztlich archaische Muster, deren Gehalt es abzubilden gelte. Dabei ging er davon aus, dass es in jeder „schamanischen Kultur“ eine ubiquitäre Vorstellung einer „Weltenachse“ („axis mundi“) gäbe, was in der Essenz auf das Konzept dreier Welten hinwiese.
In seinem Werk Le chamanisme et les techniques archaïques de l’extase von 1951 und späteren revidierten französischen Ausgaben (1968 und 1978), deren deutsche Ausgabe erstmalig als Schamanismus und archaische Ekstasetechnik 1957 vorlag, betrachtete Mircea Eliade den Schamanismus als ein spirituell-religiöses Phänomen; er verglich, aus Aufzeichnungen Dritter, dabei die Schamanen der Ethnien in Zentralasien und Sibirien, Afrika und Australien, Nord- und Südamerika, der Griechen und der Germanen. In der Einleitung zu seinem Werk führte Mircea Eliade methodologische Informationen auf, die seine wissenschaftstheoretische Position umreißen und seine Intentionen darlegen. Im ersten Teil des Werkes widmete er sich den Rekrutierungsmethoden und dem Schamanismus im Allgemeinen. Eliade grenzte dabei die ekstatischen von psychopathologischen Bewusstseinszuständen ab. Nachfolgend berichtete er über Initiationskrankheiten und –träume, die Erlangung der Schamanenkraft und die schamanische Initiation. Dann folgten Bemerkungen zum Aussehen, der Erstellung von Schamanentrachten und der Bedeutung der Trommel, die bei den Schamanen Zentral- und Nordasiens Wichtigkeit haben. Es folgten allgemeine Betrachtungen zur „Auffahrt zum Himmel“ und den „Abstieg in die Unterwelt“, zu magischen Heilungen, der Rolle des Schamanen als Seelenbegleiter sowie über schamanische Kosmologie. Weitere Überlegungen zum Schamanismus in Nord- und Südamerika, Südostasien und Ozeanien, bei den Indogermanen sowie in Tibet und China schlossen sich an, abschließend zu Mythen, Symbole und Riten. Insbesondere die Verwendung von Daten aus zweiter Hand wurde kritisch angemerkt. Seit den 1990er Jahren wurde das Werk von Eliade innerhalb der Ethnologie jedoch mehr und mehr kritisiert. 
Die englische Übersetzung von Le chamanisme et les techniques archaïques de l’extase erschien 1964 unter dem Titel Shamanism: Archaic Techniques of Ecstasy. Damit löste Eliade bei der Veröffentlichung in den USA in intellektuellen Kreisen Begeisterung für dieses Thema aus. Lange Zeit galt seine Arbeit als das Standardwerk zum Schamanismus. Eliade wirkte der in damaligen Fachkreisen weit verbreiteten Meinung entgegen, es handele sich bei schamanischen Erfahrungen um pathologische Zustände und bei den Schamanen um Geisteskranke oder Scharlatane. Eliade schrieb den tribalen Spiritualitätsformen den gleichen Wert wie den historischen Religionen zu, weil die tribalen Spiritualitätsformen seiner Meinung nach dem ursprünglichen Zugang zum Heiligen näher stehen. Er weitete den Begriff des Schamanismus universell aus, insofern als er bei ihm nicht mehr nur die Weltanschauung und Praxis einiger sibirischer Ethnien bezeichnet.
Insbesondere Eliades Annahme der Universalität einer „Drei-Welten-Lehre“ des Schamanismus gilt im mainstream einzelner wissenschaftlicher Disziplinen als umstritten bzw. widerlegt; viele seiner Aussagen wurden seiner schriftstellerischen Phantasie zugeschrieben. Auch wird die Annahme kritisch gesehen, dass der Schamanismus eine frühe Form globaler altsteinzeitlicher Spiritualität gewesen sei.

### Philosophische Bedeutung
Philosophisch setzte er sich für eine Aufwertung von Mythos, Religion und Erfahrung – sozusagen gegen Geschichte und Wissenschaft – ein und suchte noch in einer für ihn entzauberten modernen Welt nach Überbleibseln religiösen Verhaltens. Er betonte, dass die Überlegenheit des modernen Menschen gegenüber dem Primitiven nur scheinbar existiert, jedoch oft sogar das Gegenteil der Fall sei. Er beschreibt die notwendige metaphysische Bedeutung archaischer Ontologie. Für Eliade kommt im Mythos das Sakrale zum Vorschein, dies bilde die wirkliche Grundlage der Welt. Im Mythos werde nicht nur geschildert, wie der Kosmos als Ganzes, sondern auch jeder einzelne Teil in der Natur entstanden ist. Das vom Menschen Gemachte und die Entstehung der herrschenden Dynastien werden erklärt und durch Beantwortung der Warum-Frage begründet. Mythen und Rituale liefern nach Eliade die kosmogonische Legitimierung für die traditionelle Gesellschaft und damit das räumliche Zentrum für deren kosmische Einordnung. Die Gegensatzpaare Ordnung – Chaos und Profan – Sakral nimmt Eliade als Ausgangspunkt seiner antike Hochkulturen und primitive Gesellschaften vergleichenden Betrachtungen. In periodischen Ritualen müsse die Welterschaffung wiederholt und die Ordnung erneuert werden, um nicht ins Chaos zurückzufallen. Die Trennung vom Bereich des Sakralen sei vollzogen, sie kann nur noch über mythologische Hilfskonstruktionen (einer verbindenden Achse, die Weltenachse (lateinisch axis mundi) oder Weltensäule, wie sie sich auch in der Himmelsleiter, dem Weltenbaum, Baum des Lebens, Baum der Erkenntnis, Yggdrasil, aber auch den Heiligen Bergen, Höhenheiligtümer oder Nabel der Welt usw. darstellen) von Schamanen überwunden werden.
Angehörige der verschiedenen Kulturen können unterschiedliche spirituelle Umgangsweisen mit der Weltenachse entwickeln, zum einen können durch Opferungen, Gebeten und Verehrungen symbolische Verbindungen in die Anderswelt hergestellt werden. Der andere Weg ist der, des direkten Aufstiegs in die Anderswelt durch den Schamanen selbst. Der schamanisch Handelnde begibt sich dabei metaphorisch „hinauf oder hinab“ in die Anderswelt, um Kenntnisse zu erlangen.

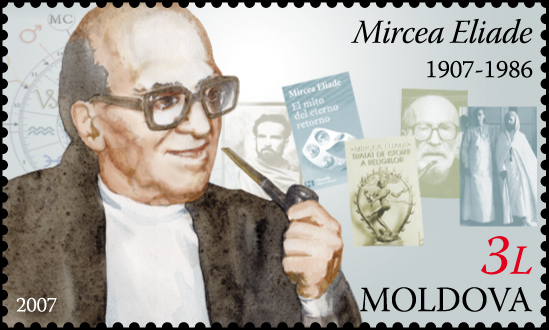
Briefmarkenausgabe zum 100. Geburtstag von Mircea Eliade (Republik Moldau 2007)

## Werke
Wissenschaftliche Arbeiten
- Oceanografie. Cultura Poporului, Bukarest 1934.
- Alchimia asiatică. Cultura Poporului, Bukarest 1935.
- Yoga, essai sur les origines de la mystique indienne. Geuthner, Paris und Fundatia pentru literatură, Bukarest 1936.
  - erweiterte französische Ausgabe: Le Yoga. Immortalité et liberté. Paris, Payot 1954; Neuausgaben Paris, Payot 1968, 1972, 1977, 1983, 1991.
  - deutsche Ausgabe: Yoga. Unsterblichkeit und Freiheit. übersetzt von Inge Köck, erstmals erschienen Rauscher, Zürich/Stuttgart 1960.
- Cosmologie şi alchimie babiloniană. Vremea 1937.
- Insula lui Euthanasius. Fundatia Regalǎ pentru Literaturǎ şi Artǎ, Bukarest 1943.
- Technique du Yoga. Gallimard, Paris 1948.
- Traité d’histoire des religions. G. Dumézil, Paris 1949.
  - englische Ausgabe: Patterns in Comparative Religion. Sheed and Ward. London 1958.
  - deutsche Ausgabe: Die Religionen und das Heilige. Elemente der Religionsgeschichte. übersetzt von M. Rassem und I. Köck, Müller, Salzburg 1954.
- Le Mythe de l’éternel retour: Archétypes et répétition. Gallimard, Paris 1949.
  - deutsche Ausgabe: Kosmos und Geschichte. Der Mythos der ewigen Wiederkehr. erstmals Diederichs, Düsseldorf 1953.
- Le chamanisme et les techniques archaïques de l’extase. Payot, Paris 1951; revidierte französische Ausgaben Payot, Paris 1968 und 1978.
  - deutsche Ausgabe: Schamanismus und archaische Ekstasetechnik. erstmals Rascher, Zürich 1957; Neuausgabe Suhrkamp, Frankfurt am Main.
- Images et symboles. Essais sur le symbolisme magico-religieux. Gallimard, Paris 1952; erweiterte Neuausgabe 1979.
  - deutsche Ausgabe: Ewige Bilder und Sinnbilder. Über die magisch-religiöse Symbolik. Inselverlag, Frankfurt am Main/Leipzig 1998.
- Forgerons et alchimistes. Flammarion, Paris 1956.
  - deutsche Ausgabe: Schmiede und Alchemisten. Mythos und Magie der Machbarkeit. Klett, Stuttgart 1960.
- Das Heilige und das Profane. Rowohlt, Hamburg 1957.
  - französische revidierte Ausgabe: Le Sacré et le profane. Gallimard, Paris 1965.
- Mythes, rêves et mystères. Paris, Gallimard 1957; Neuausgabe 1972.
  - deutsche Ausgabe: Mythen, Träume und Mysterien. Müller, Salzburg 1961.
- Birth and Rebirth. Harvill Press, London 1958.
  - deutsche Ausgabe: Das Mysterium der Wiedergeburt. Versuch über einige Initiationstypen. Insel-Verlag, Frankfurt am Main/Leipzig 1997.
- Mephistophélès et l’androgyne. Gallimard, Paris 1962.
  - deutsche Ausgabe: Mephistopheles und der Androgyn. Insel-Verlag, Frankfurt am Main/Leipzig 1999.
- Patañjali et le Yoga. Seuil, Paris 1962.
- Aspects du mythe. Gallimard, Paris 1963.
  - deutsche Ausgabe: Mythos und Wirklichkeit. Insel-Verlag, Frankfurt am Main/Leipzig 1988.
- From Primitives to Zen. Harper & Row, New York 1967.
- The Quest: History and Meaning in Religion. University of Chicago Press, London 1969.
  - La Nostalgie des origines. Gallimard, Paris 1970.
  - deutsche Ausgabe: Sehnsucht nach dem Ursprung. Von den Quellen der Humanität. Suhrkamp, Frankfurt am Main 1976, ISBN 978-3-51801408-0.
- De Zalmoxis à Gengis-Khan. Payot, Paris 1970.
  - deutsche Ausgabe: Von Zalmoxis zu Dschingis-Khan, Übersetzt von Altrud und Rolf Homann, Edition Maschke, Hohenheim 1982.
- Religion australiennes. Payot, Paris 1972.
- Occultism, witchcraft and cultural fashions : essays in comparative religions. University of Chicago Press, London 1976.
  - deutsche Ausgabe: Das Okkulte und die moderne Welt. Zeitströmungen in der Sicht der Religionsgeschichte übersetzt von Werner O. Vogel, Müller, Salzburg 1978.
- Histoire des croyances et des idées religieuses. 1976–1983.
  - De l’Âge de la pierre aux mystères d’Eleusis. Histoire des croyances et des idées religieuses t. 1. Payot, Paris 1976.
    - deutsche Ausgabe: Geschichte der religiösen Ideen - Band I. Von der Steinzeit bis zu den Mysterien von Eleusis. Herder, Freiburg 1978, auf archive.org 

  - De Gautama Bouddha au triomphe du christianisme. Histoire des croyances et des idées religieuses t. 2. Payot, Paris, 1978.
    - deutsche Ausgabe: Geschichte der religiösen Ideen - Band II. Von Gautama Buddha bis zu den Anfängen des Christentums. Herder, Freiburg.

  - De Mahomet à l’âge des Réformes. Histoire des croyances et des idées religieuses t. 3. Payot, Paris 1983.
    - deutsche Ausgabe: Geschichte der religiösen Ideen - Band III/1. Mohammed bis zum Beginn der Neuzeit und Geschichte der religiösen Ideen - Band III/2. Vom Zeitalter der Entdeckungen bis zur Gegenwart, Herder, Freiburg.
- Briser le toit de la maison. Gallimard, Paris 1986.
- Encyclopedia of Religion (editor-in-chief). Macmillan, New York 1987.
- Erotica mistica in Bengal - studii in indianistica 1929–1931. Editura Jurnalul literar, Bukarest 1994.
  - französische Ausgabe: Sur l’érotique mystique indienne. L’Herne, Paris 1956.
  - deutsche Ausgabe: Indiens mystische Erotik, übersetzt von Richard Reschika, Verlag der Weltreligionen im Insel Verlag, Berlin 2012.
- Schamanen, Götter und Mysterien. Die Welt der alten Griechen, hrsg von Werner Ekschmitt, Herder, Freiburg 1992.
- Vom Wesen des Religiösen. Schriften und Erinnerungen, hrsg von Hans-Joachim Simm, Insel-Verlag, Frankfurt am Main/Leipzig 2007.

Co-Autorschaft und Herausgeberschaft
- mit Ioan Petru Culianu: Handbuch der Religionen. Verlag der Weltreligionen, Berlin 2010.
- mit Sergius Golowin und Joseph Campbell: Die großen Mythen der Menschheit. Hohe, Erftstadt 2007.
- mit Elisabeth Klein: Die Schöpfungsmythen. Ägypter, Sumerer, Hurriter, Hethiter, Kanaaniter und Israeliten. Wissenschaftliche Buchgesellschaft, Darmstadt 1993.
- mit Joseph Mitsuo Kitagawa: Grundfragen der Religionswissenschaft. 8 Studien. O. Müller, Salzburg 1963.

Belletristik
- Romanul adolescentului miop, 1924
- Isabel și apele diavolului, Editura Națională Ciornei, Bukarest 1930
  - Isabelle und die Wasser des Teufels, Insel Verlag, Frankfurt am Main/Leipzig 2001 ISBN 3-458-17075-8
- Maitreyi, Cultura Naţională, 1933
  - deutsche Ausgabe: Das Mädchen Maitreyi, Nymphenburger Verlagshandlung, München, 1948; Neuauflage: Insel Verlag, Frankfurt am Main/Leipzig 1998
- Lumina ce se stinge, Editura Cartea Românească, Bukarest 1934
  - deutsche Ausgabe: Der besessene Bibliothekar, Insel Verlag, Frankfurt am Main/Leipzig 1995 978-3-458-16719-8
- Domnișoara Christina, 1935
  - Fräulein Christine, Suhrkamp, Frankfurt, 1992.
- Huliganii, Editura Națională Ciornei, Bukarest 1935
  - Die Hooligans, Herder, Freiburg im Breisgau/Basel/Wien 1993. ISBN 3-451-22965-X
- Șarpele, Editura Națională Ciornei, Bukarest 1936
  - Andronic und die Schlange. Erzählung, Stiasny, Graz/Wien/München 1951.
- Nunta în cer, 1938
  - Hochzeit im Himmel, Herder, Freiburg im Breisgau/Basel/Wien 2003.
- Nopți la Serampore, 1940
  - Nächte in Serampore, Insel Verlag, Frankfurt am Main/Leipzig 1985
- Noaptea de Sânziene, 1954
  - deutsche Ausgabe: Der verbotene Wald, Insel Verlag, Frankfurt am Main/Leipzig 1993
- Pe strada Mântuleasa, 1967
  - Auf der Mântuleasa-Straße, Suhrkamp, Frankfurt, 1993.
- La Țigănci. Și alte povestir, Bucuresti, Editura pentru literaturǎ, 1969.
  - Bei den Zigeunerinnen. Phantastische Geschichten, Insel Verlag, Frankfurt am Main/Leipzig 1981
- Tinereţe fără tinereţe, 1976
  - Jugend ohne Jugend, Insel Verlag, Frankfurt am Main/Leipzig 2008.
- Tinerețe fără tinerețe
  - Dayan, Suhrkamp, Frankfurt, 1984.
- Nouăsprezece trandafiri, 1979
  - Neunzehn Rosen, Suhrkamp, Frankfurt, 1982.
- La umbra unui crin, 1982

Deutschsprachige Zusammenstellungen
- Magische Geschichten. Insel-Verlag, Frankfurt am Main/Leipzig 1997, ISBN 3-458-33623-0.
- Die drei Grazien. Erzählung. Suhrkamp, Frankfurt am Main 1993, ISBN 3-518-38734-0.
- Der Hundertjährige. Suhrkamp, Frankfurt am Main 1992, ISBN 3-518-38328-0.
- Phantastische Geschichten. Insel-Verlag, Frankfurt am Main 1978, ISBN 3-458-05879-6.
- Die Pelerine. Erzählung. Suhrkamp, Frankfurt am Main 1976, ISBN 3-518-01522-2.

Autobiographisches
- Fragments d’un Journal (1945–1969). Gallimard, Paris 1973.
  - deutsche Übersetzung: Im Mittelpunkt. Bruchstücke eines Tagebuches, Übers. von Bertrand A. Egger, Europaverlag 1977.
- Fragments d’un journal (1970–1978). Gallimard, Paris 1981.
- Les Promesses de l’équinoxe (1907–1937) Mémoire I. Gallimard, Paris 1980.
  - deutsche Übersetzung: Erinnerungen 1907–1937, Suhrkamp, Frankfurt am Main 1991.
- Les Moissons du solstice (1937–1960) Mémoire II. Gallimard, Paris 1988.
- Fragments d’un Journal (1979–1985). Gallimard, Paris 1991.
- L’Épreuve du labyrinthe. Entretiens avec Claude-Henri Rocquet. P. Belfond, Paris 1978.
  - deutsche Ausgabe: Die Prüfung des Labyrinths. Gespräche mit Claude-Henri Rocquet, Insel Verlag, Frankfurt am Main 1987.

## Filme
- 1988: Die bengalische Nacht, Originaltitel: La nuit Bengali, nach dem Roman Das Mädchen Maitreyi. Regie: Nicolas Klotz, mit Hugh Grant, Shabana Azmi, Supriya Pathak, John Hurt.
- 2007: Jugend ohne Jugend, nach der gleichnamigen Novelle aus dem Jahr 1988. Regie: Francis Ford Coppola, mit Tim Roth, Bruno Ganz, Alexandra Maria Lara, André Hennicke, Marcel Iureș.